# Boterhuis
Het Boterhuis is een straat in het historisch centrum van Brugge.

## Beschrijving
Oorspronkelijk bevond zich het Boterhuis op de Eiermarkt. Het was de plek waar zuivelproducten werden verkocht.
In 1540 kwam een nieuw Boterhuis tot stand, gebouwd tussen de Sint-Jakobsstraat en de Naaldenstraat. De steeg die er naast liep, van de ene straat tot de andere, kreeg spontaan de naam Boterhuis. Het Boterhuis maakte in 1830 plaats voor een Concertgebouw. Voortaan werden de zuivelproducten in een benedenzaal van de stadshallen verkocht, naast de vleesproducten. Midden de jaren negentien zeventig werd ook dit 'Boterhuis' opgeheven.
Het gaat om een korte maar schilderachtige straat. Harry Kümel gebruikte ze om er scènes te draaien van zijn film Malpertuis, met Orson Welles.